# Otto Franz Fünfkirchen
Johann Otto Magnus Friedrich Ferdinand Franz Joseph Graf Fünfkirchen (* 19. März 1800 in Steinebrunn (heute Drasenhofen); † 6. April 1872 in Wien) war ein österreichischer Gutsbesitzer, Verwaltungsjurist und Politiker aus dem Adelsgeschlecht der Fünfkirchen.

## Biografie
Otto war der Sohn von Graf Franz de Paula Fünfkirchen und von Sophie Freiin op dem Hamme gen. von Schoeppingk. Mit 15 Jahren verlor er seinen Vater und erbte die Familiengüter im niederösterreichischen Weinviertel. Otto studierte in Wien Rechtswissenschaften und trat 1824 in Brünn in den Staatsdienst ein. Schon zwei Jahre später verließ er diesen anlässlich seiner Hochzeit mit Aloysia Gräfin Wurmbrand-Stuppach und baute das Stammschloss Fünfkirchen im Stil des Biedermeier aus. Eine Geldentwertung zwang Otto 1844 Schloss Steinebrunn zu sperren.
In der Folge trat Otto Graf Fünfkirchen 1844 wieder in den Staatsdienst ein und wurde Bezirkshauptmann von Schwaz in Tirol. 1846 versetzt man ihn zur Tiroler Statthalterei nach Innsbruck. Während der Revolutionsjahre 1848/49 kommandierte Otto als Hauptmann ein Tiroler Landsturmbataillon. Hier in Innsbruck hielt sich vom 18. Mai bis 8. August 1848 Ferdinand I. mit der kaiserlichen Familie nach der Flucht aus dem revolutionären Wien auf.
Nach dem Scheitern der Revolution wurde Otto 1850 vom jungen Kaiser Franz Joseph zum Kreispräsidenten von Brixen ernannt.
Höhepunkt seiner Karriere war 1856 die Ernennung zum Landespräsidenten von Salzburg, wo er sich hoher Popularität erfreute. 1857 wurde er zum Ehrenbürger der Stadt Salzburg ernannt. 1861 verließ Otto den Staatsdienst endgültig und ließ sich in Wien und Ischl nieder.

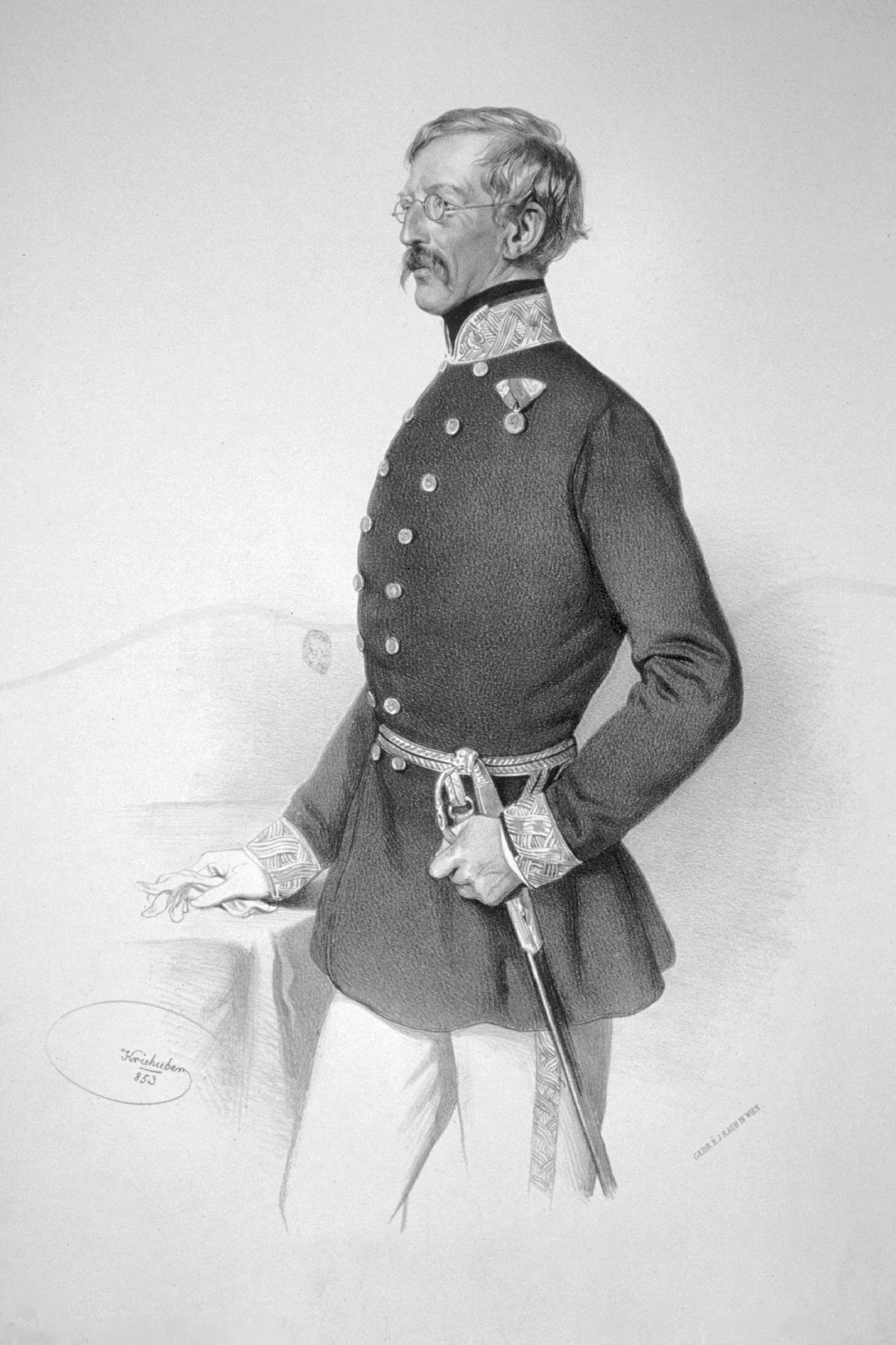
Otto Graf Fünfkirchen, Lithographie von Josef Kriehuber, 1853
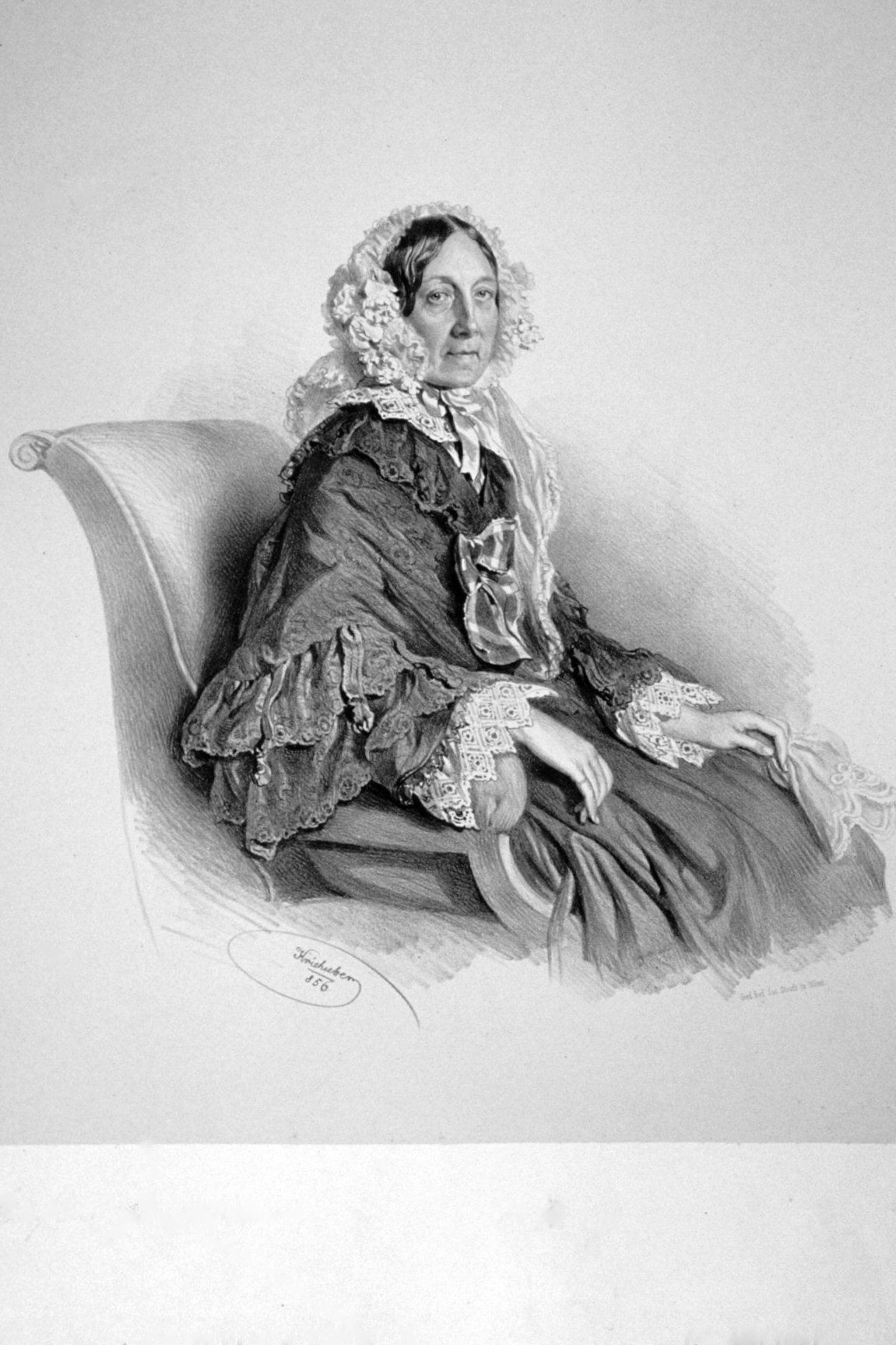
Aloysia von Fünfkirchen, geborene Gräfin von Wurmbrand-Stuppach, Lithographie von Josef Kriehuber, 1853
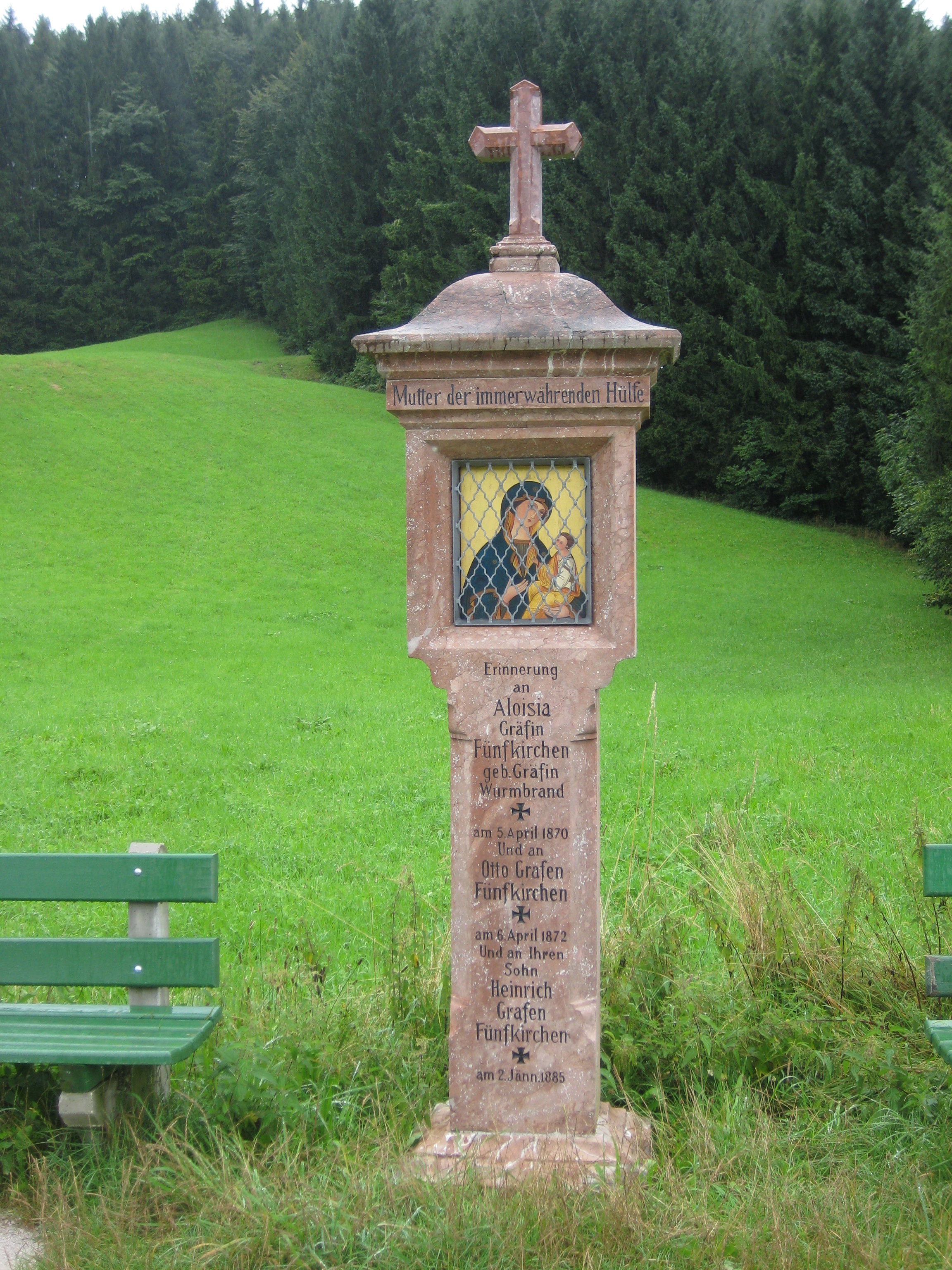
Erinnerungsbildstock an Otto und Aloysia in Bad Ischl
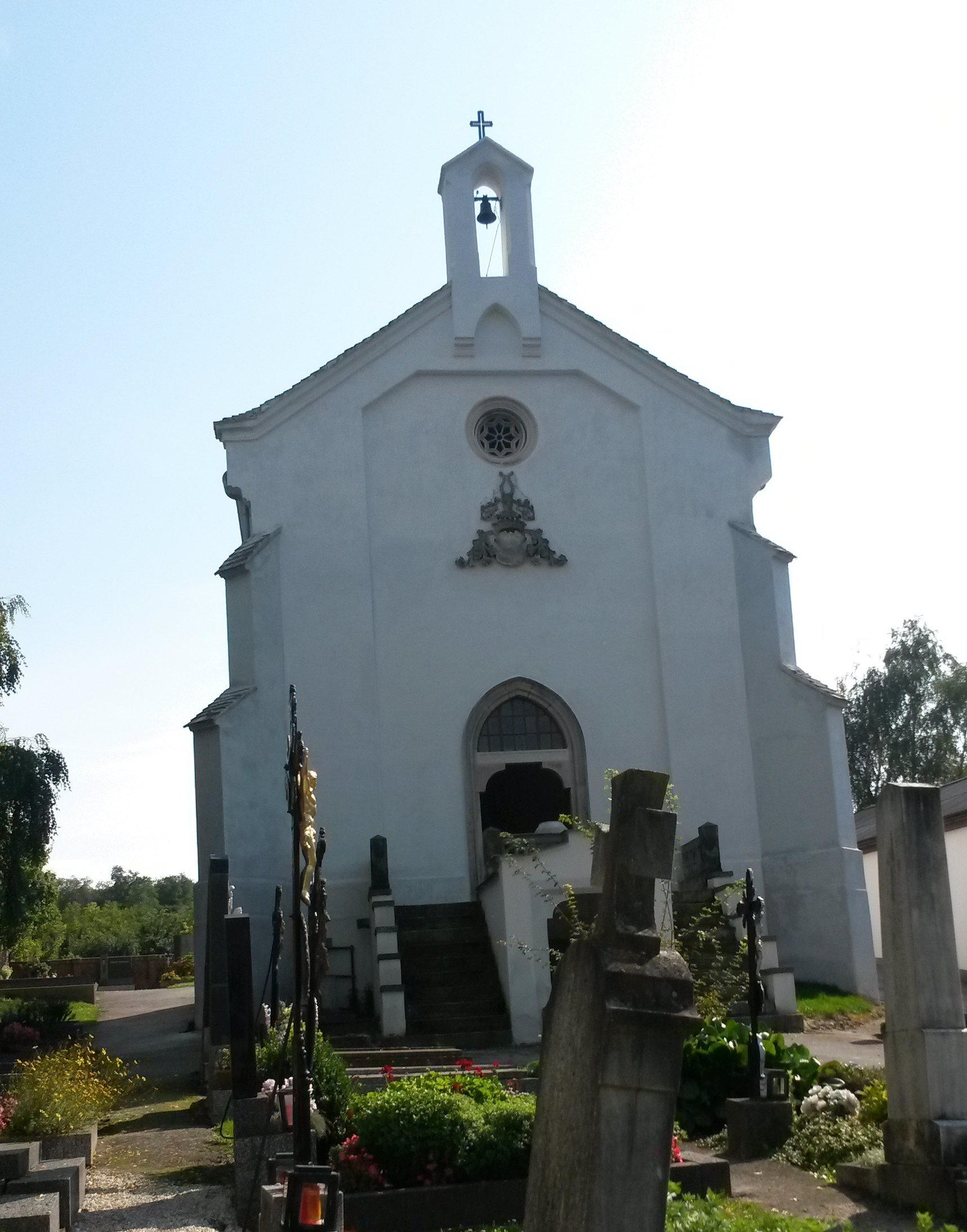
Gruftkapelle über der Familiengruft in Stützenhofen
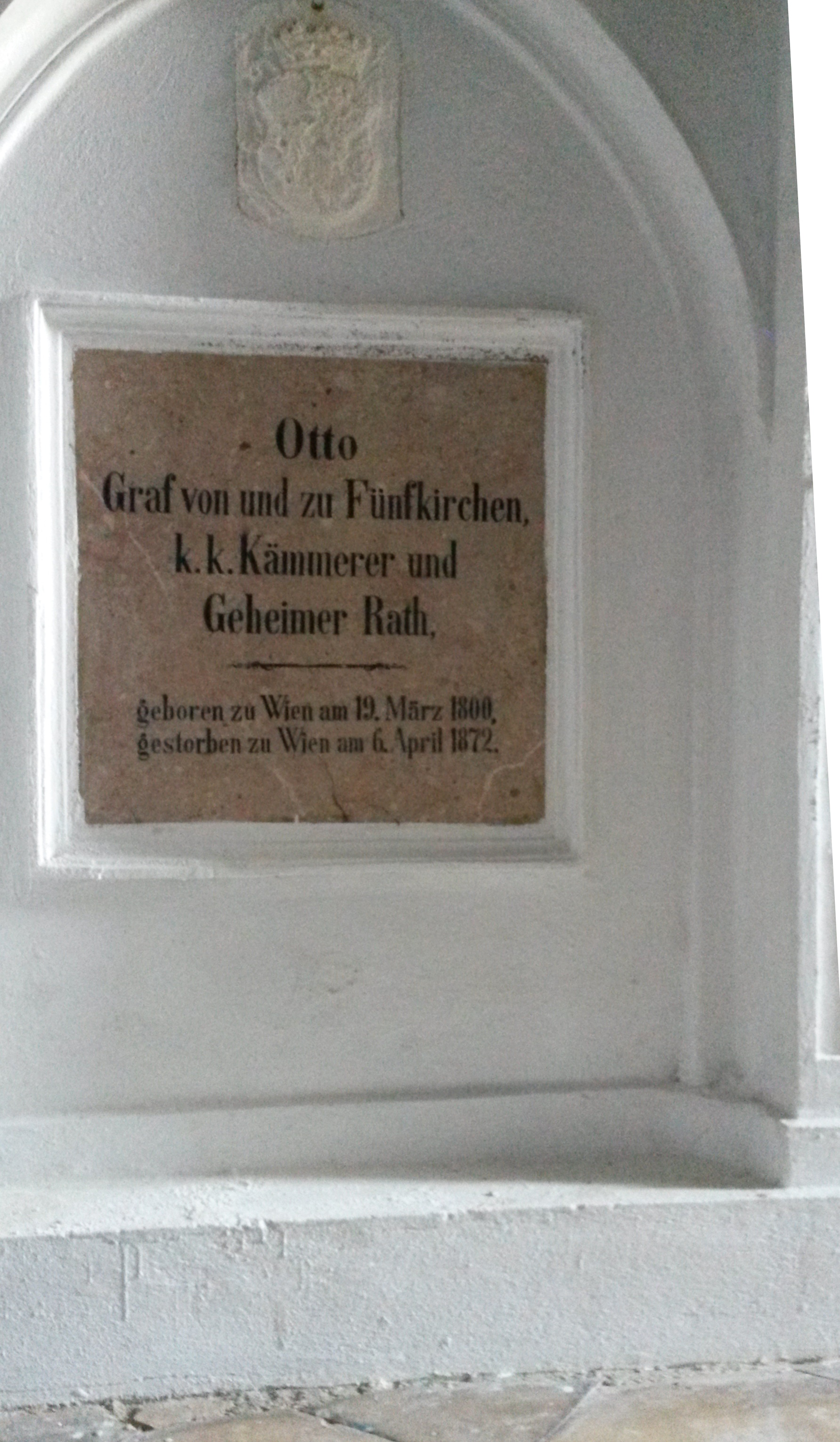
Grab Ottos in der Familiengruft

Seine Gattin Aloysia Gräfin Wurmbrand-Stuppach starb am 3. April 1870 in Wien, Otto zwei Jahre später am 6. April 1872. Beide wurden in der von Otto neu erbauten Familiengruft in Stützenhofen beigesetzt.
Das Paar hatte vier Kinder:
- Franz Klemens (* 28. Mai 1827; † 17. Mai 1902) Freiherr von Steinebrunn, erbliches Mitglied des Herrenhauses vermählt mit Ferdinandine Gräfin Brigido
- Sofie (* 10. Juni 1829) vermählt mit Ferdinand Grafen Brandeis
- Heinrich Gundaker (* 22. Mai 1830; † 2. Jänner 1885) KK Kämmerer und Oberstleutnant, vermählt mit Aloysia von Liechtenstein, beide begraben in der Familiengruft zu Stützenhofen.
- Caroline Sidonie (* 7. März 1833) Sternkreuzordensdame und erste Regentin des Savoyschen Damenstiftes in Wien, beigesetzt in Stützenhofen.